# Xenochroma candidata
Xenochroma candidata là một loài bướm đêm trong họ Geometridae.